# 奧爾森岩
奧爾森岩（英語：Olsen Rock），是南極洲的岩石，位於南喬治亞群島，處於帕里亞丁角東南面0.9公里，由英國研究隊繪入地圖，由英國海外領土管轄。